# Erika Voigt
Erika Augusta Voigt, född 28 november 1898 i Randers, död 29 maj 1952, var en dansk sångare och skådespelare. 
Voigt studerade sång för Rudolf Hoffmann och debuterade som tonåring som konsertsångerska på Søpavillonen i Randers. Som 17-årig träffade hon sin blivande man teaterdirektören Kai Voigt som engagerade henne till sin teater i Nørresundby.
Teaterdirektören Gerda Christophersen såg hennes talang och gav henne ett flertal operettroller. Under 1920-talet räknade hon till en av landsortens större revy och operettskådespelare. I början av 1930-talet var hon engagerad vid Helsingør Revyen, där hennes parodier på danska personligheter blev mycket uppmärksammade. 
Med hjälp av Nancy Nathansen kom hon 1934 till Apollo Revyen, där hon kom lite i skuggan av de stora namnen Liva Weel och Marguerite Viby. Därefter medverkade hon i några Fønix Revyer innan hon återvände till Apollo Teatret, där hon 1943 blev teaterns ledande stjärna.
När Apollo Teatret förstördes blev hon 1945 tillfälligt engagerad vid Tivoli Revyen 1945, senare kom hon till Stig Lommer på ABC-Teatret.
Hon filmdebuterade under mitten av 1930-talet och var huvudsakligen med i olika lustspelsfilmer, som sångare spelade hon in ett flertal grammofonskivor som spelades flitigt i radio under 1940- och 1950-talen.
Hon var gift tre gånger; i första äktenskapet med teaterdirektören Kai Voigt därefter med kapellmästaren Arne Emil Wellejus. Äktenskapet upplöstes 1939 och hon gifte om sig samma år med koreografen Hans Brenaa.

## Filmografi
- 1935 – Bag Københavns kulisser
- 1936 – Panserbasse
- 1937 – Der var engang en vicevært
- 1937 – Mille, Marie og mig
- 1937 – En fuldendt gentleman
- 1938 – Den mandlige husassistent
- 1939 – Rosor varje kväll
- 1941 – Alla gå kring och förälska sig
- 1946 – Op med lille Martha
- 1951 – Bag de røde porte